# Donji Proložac
Donji Proložac – wieś w Chorwacji, w żupanii splicko-dalmatyńskiej, siedziba gminy Proložac. W 2011 roku liczyła 1511 mieszkańców.